# ディアボロ

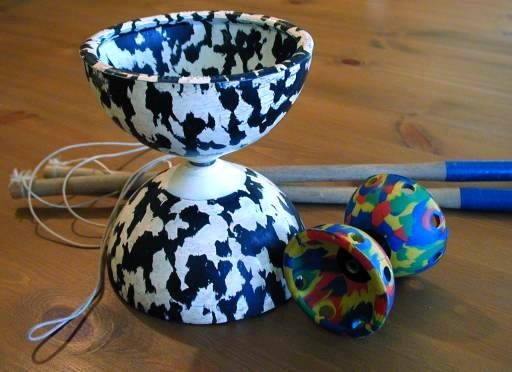
大小のコマとハンドスティック

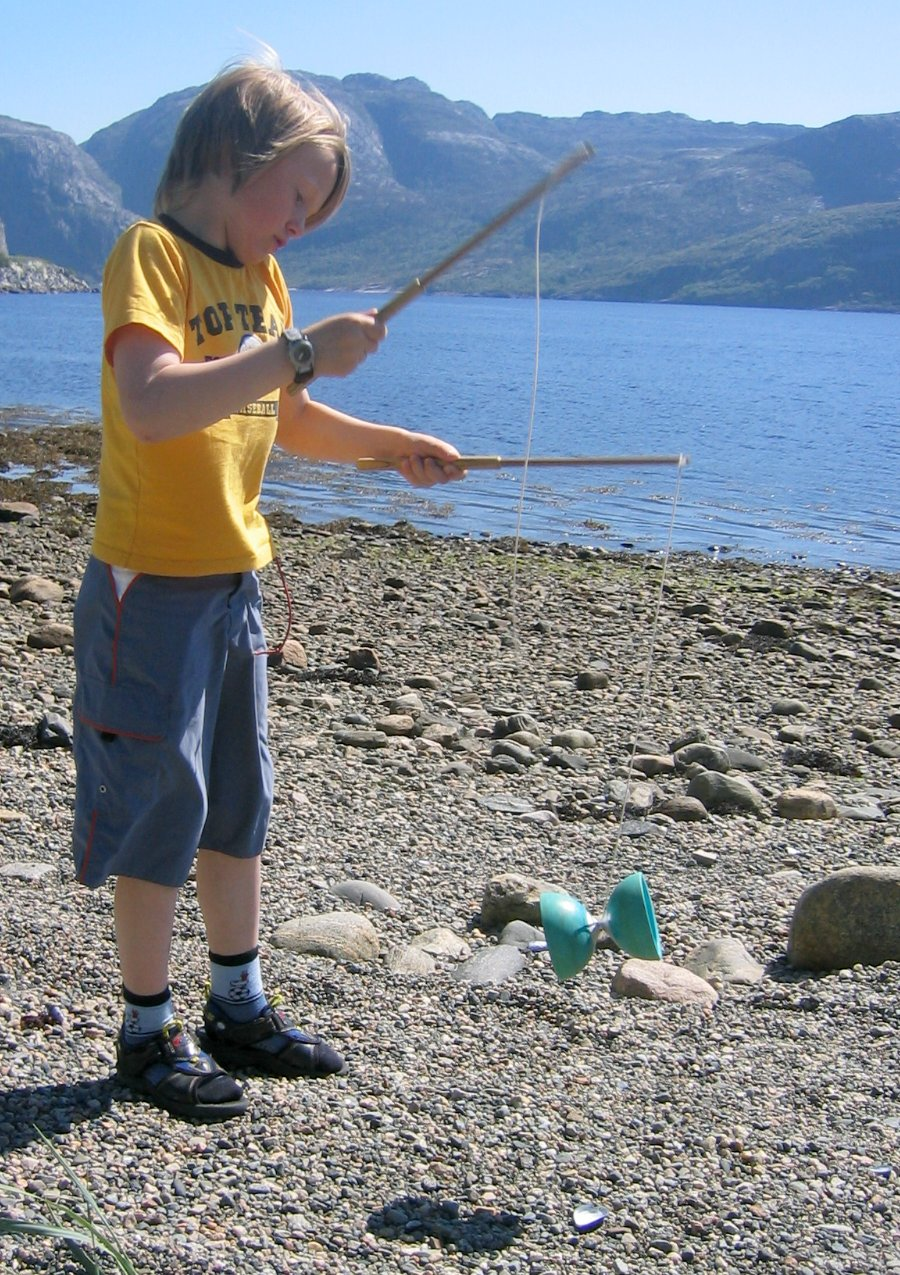
ディアボロで遊ぶ子供

ディアボロ(Diabolo)とは、ジャグリング及び大道芸の道具の一種で、空中で回転させるタイプの独楽（こま）である。お椀を2個つなげたようなコマを、2本のハンドスティックに通した糸でまわすことにより安定させ、操る。一つのディアボロで多彩な技をすることができるほか、二つや三つを同時に回したり、複数人でディアボロをパスし合ったりなどのパフォーマンスも存在する。空中独楽、輪鼓、中国ゴマなどと呼ばれているものも、同じ仕組みのものである(厳密には素材や形状は異なる)。

## 回し方
中央の狭くなった部分の下に紐を通し、紐の一方を高く上げれば、コマは低い方へ移動し、その際、紐との摩擦によってコマは回転する。次に素早く反対側の紐を引くと、紐とディアボロとの間はすべって、紐を戻すことができる。そこであらためて、最初の方の紐を引き、ディアボロの回転を速くしてゆく。回転が速くなれば、コマは紐の上で安定して回り続けるようになる。
なれると、コマを用いてさまざまな芸ができるようになる。基本的なのは、以下のようなものである。

## 基本的な技
ハイトス
回転しているディアボロをゆるめた紐の中央に置いて、ぶら下がった状態にしておき、急に紐を左右に引っ張ると、ディアボロはまっすぐに上に放り投げられる。落ちてきたディアボロを紐を斜めに張って、紐の上を滑らせるようにゆるめながら受け止める。他人と投げ合ったりもできる。かなり高く飛び、成人男性が投げると高さは簡単に10メートルを超える。
応用として一度ディアボロをバウンドさせてからひもの上で受け止める技もある。これは、バウンド時にディアボロがどこに飛ぶか見極められないと成功させられないため、見た目に反してかなり難しい技である。
ムーンサルトディアボロの最も初歩的な技。片側のスティックを反対側の紐に引っ掛け、そのまま回してさらに紐にディアボロを乗せる技。二重、三重にもできる。トラピーズとも呼ばれる。
オービット
ムーンサルトと同じく、ディアボロの最も初歩的な技。ディアボロを右側から左側へと移動させた後に、左側から右側にむかって投げ上げてキャッチする。足の周りをまわすとアラウンドザレッグ、腕の周りをまわすとオーバーアームオービットとなる。
アラウンドザレッグ
紐を足の下に通して、回転しているディアボロを足の周りを回す技。
サン
ディアボロを大きく一回転させるようにして振り回す技。
エレベーター
ディアボロの軸の周りに紐を一巻きし、紐を上下に引っ張ると、回転の向きに応じてコマが紐の上を上下に移動する。
クロスオーバー
手を交差させてコマを左右に振る技。ディアボロの加速に使う。
ラップ
ディアボロの軸の周りに紐を一巻きしてからコマを上下に振る。ディアボロの加速に使う。
スピードループ
ディアボロの軸の周りに紐を一巻きし、円を描くように体の前で回す技。ディアボロの加速に使う。
チャイニーズアクセラレーション
ディアボロの軸の周りに紐を一巻きし、コマを縦に振り回す技。ディアボロの加速に使う。
エクスカリバー
ディアボロの軸の周りに紐を一巻きし、左手を上げてチャイニーズアクセラレーションをすることで、ディアボロの軸の向きを地面と垂直にする技。バーティカルディアボロ、ホライゾンディアボロ、ヴァータックス（vertax:vertical axisの略）、3Dとも呼ばれる。
フライフィッシング
ディアボロを真上に低めに投げ上げ、人差し指をはさむなどしてスティックをV字型に広げて、空中のディアボロに片側の紐を勢いよく引っ掛ける技。ウィップとよばれることもある。
グラインド
ディアボロをスティックの上に長時間乗せる技。
スティックリリース
片方の手のスティックを手放し、ディアボロを軸にして、地面に垂直に一回転させて再び同じ手でキャッチする技。複数回転させたり、両手とも手放したりなど、様々なバリエーションで表現できる。スーサイドと呼ばれることもある。
キャッツクレイドル
何らかの方法で、紐がX字状に交差しているように固定してその上にディアボロを乗せて回転させ続ける技。ハイトスなどに繋げることも出来る。技名は、技の様子が猫の目に似ていることに由来する。
フラットパス
ハイトスの要領で多人数でディアボロを交換する技。
ウインドミル
ふたつ以上のディアボロを手元で回す技。複数のディアボロを使う技の基本。
※技の名称には統一された公式名称や正式名称がなく、国や地域、コミュニティによって呼び方は異なる。新しい技が開発された場合は、その開発者が名付けることが多い。
ヨーヨーとの共通性があり、似た技も多い。特にヨーヨーを紐に結びつけない「4A」部門ははディアボロとの親和性が高いといわれている。